# 拉兹语
拉兹语（ლაზური ნენა, 或 ,  / ）是一个属于南高加索语系的语言，使用者为黑海东南岸的拉兹人。据估计，现在在土耳其有20000名母语使用者，在格鲁吉亚有2000人。该语言与明格列尔语关系密切。